# Joey Lussick

a Compétitions nationales et continentales officielles uniquement.

Joey Lussick, né le 28 décembre 1995 à Freshwater (Australie), est un joueur de rugby à XIII australien évoluant au poste de talonneur ou de pilier dans les années 2010. Il fait ses débuts professionnels avec les Sea Eagles de Manly-Warringah en National Rugby League au côté de son frère Darcy Lussick. Ne parvenant pas à s'imposer en NRL, il décide de rejoindre Jackson Hastings à Salford qui évolue en Super League en 2018 en cours de saison pour permettre au club d'éviter la relégation. Il y parvient et reste à Salford. En 2019, il est l'un des artisans de la grande saison 2019 qui voit Salford se qualifier en finale de la Super League.

## Palmarès
- Collectif :
  - Finaliste de la Super League : 2019 (Salford).
  - Finaliste de la Challenge Cup : 2020 (Salford).

### Statistiques
| Saison | Club                       | Compétition           | Matchs | Points | Essais | Goals | Drops |
| ------ | -------------------------- | --------------------- | ------ | ------ | ------ | ----- | ----- |
| 2017   | Manly-Warringah Sea Eagles | National Rugby League | 1      | 4      | 1      | -     | -     |
| 2018   | Salford Red Devils         | Super League          | 7      | 8      | 2      | -     | -     |
| 2019   | Salford Red Devils         | Super League          | 34     | 60     | 13     | 4     | -     |
| 2020   | Salford Red Devils         | Super League          | 17     | 12     | 3      | -     | -     |
| 2021   | Parramatta Eels            | National Rugby League | 9      | 8      | 2      | -     | -     |
| 2022   | St Helens RLFC             | Super League          | -      | -      | -      | -     | -     |